# Góji

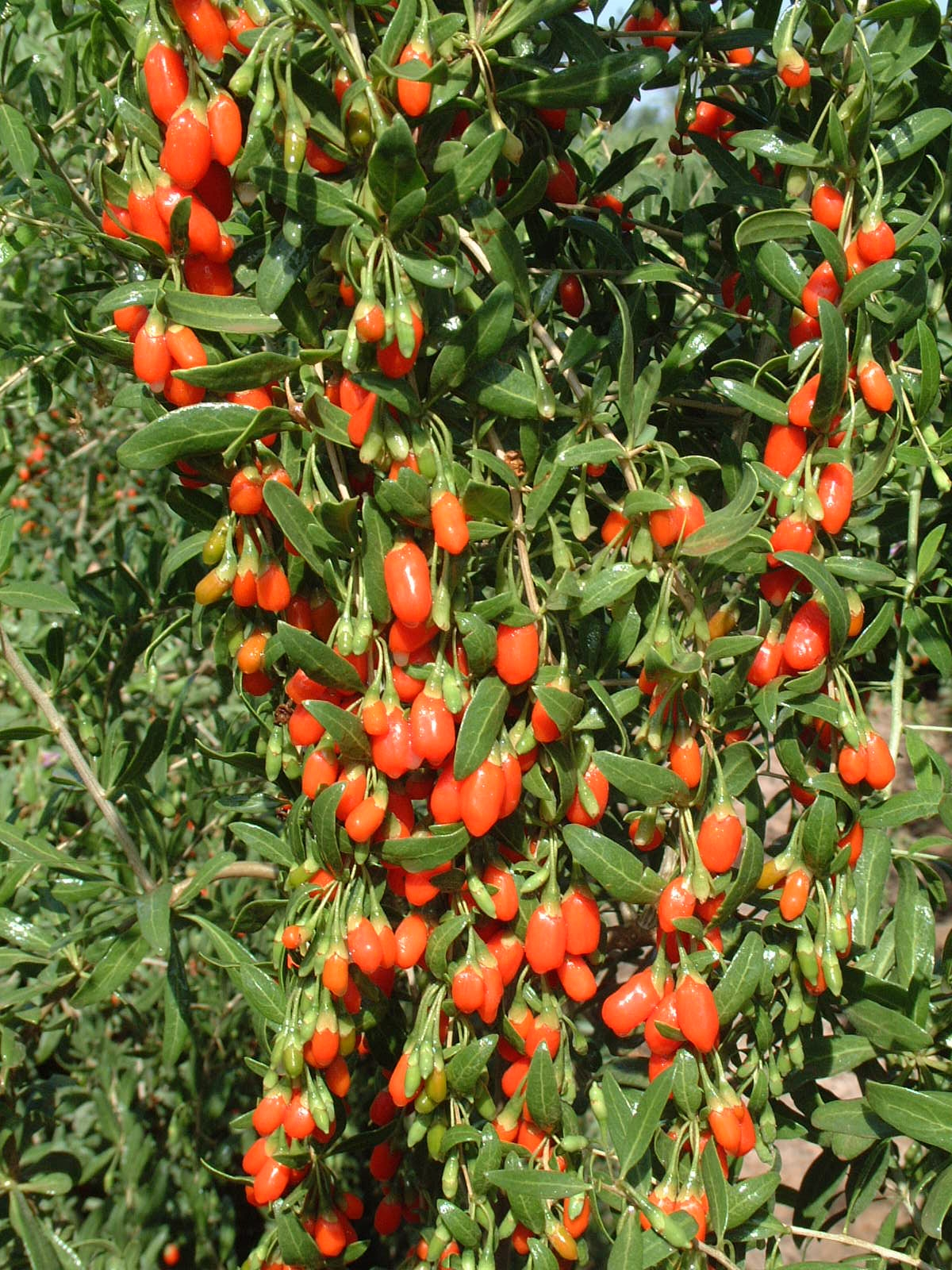
Bagas de L. barbarum (góji-tibetano) de Ningxia.

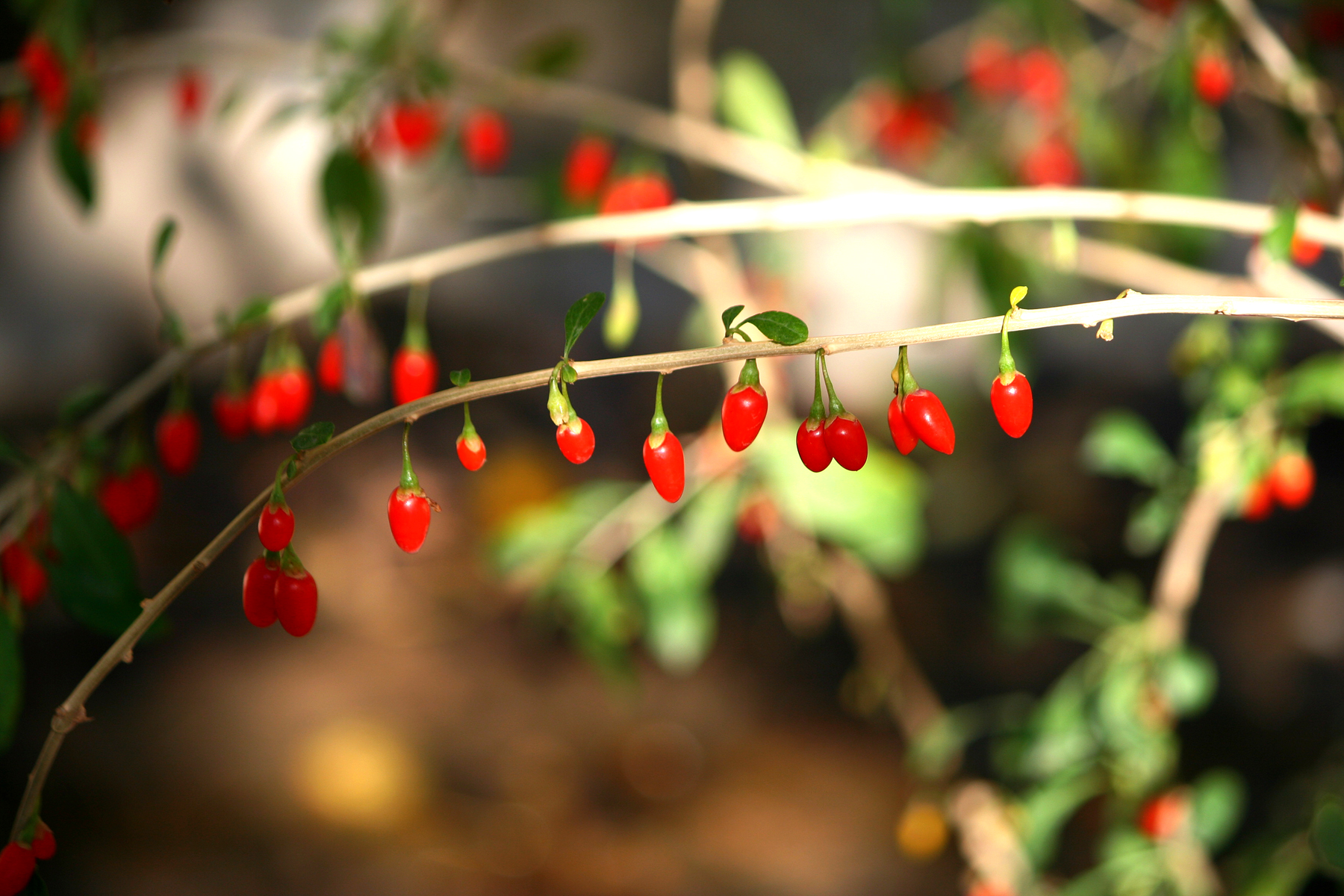
Bagas de L. chinense (wolfberry chinês)

A góji, goji berry ou wolfberry (chinês: 枸杞; pinyin: gǒuqǐ) é o fruto doce do Lycium barbarum ou do Lycium chinense, duas espécies de espinheo-de-cacho intimamente relacionadas na família das beladonas, Solanaceae. Os frutos do L. barbarum e do L. chinense são semelhantes, mas podem ser distinguidos por diferenças no sabor e no teor de açúcar.
Ambas as espécies são nativas da Ásia e são usadas há muito tempo na culinária asiática tradicional.
A fruta também é um ingrediente da medicina tradicional chinesa, coreana e japonesa desde pelo menos o século III d.C. Nas farmacopéias, a fruta da planta é chamada pelo nome latino lycii fructus e as folhas são chamadas de herba lycii.
Desde cerca de 2000, a goji berry e seus produtos derivados tornaram-se comuns nos países desenvolvidos como alimentos saudáveis ou remédios de medicina alternativa, devido a alegações exageradas e não comprovadas sobre seus benefícios à saúde.

## Etimologia e nomenclatura
O nome do gênero Lycium foi atribuído por Linnaeus em 1753. O nome latino lycium é derivado da palavra grega λυκιον (lykion), usada por Plínio, o Velho (23-79) e Pedanius Dioscorides (ca. 40-90) para uma planta conhecida como espinheiro de tintureiro, que provavelmente era uma espécie de Rhamnus. A palavra grega se refere à antiga região da Lícia (Λυκία) na Anatólia, onde essa planta crescia.
O nome comum em inglês, wolfberry, tem origem desconhecida. Ele pode ter surgido da suposição errônea de que o nome latino Lycium era derivado do grego λύκος (lycos), que significa "lobo".
No mundo de língua inglesa, o nome goji berry tem sido usado desde cerca de 2000. A palavra goji é uma aproximação da pronúncia de gǒuqǐ (pinyin para 枸杞), o nome da planta produtora de bagas L. chinense em vários dialetos chineses.
Na nomenclatura botânica técnica, a L. barbarum é chamada de cipó do casamento a L. chinense é a espinheira do deserto chinês.

## Usos

### Culinária tradicional asiática
Os brotos e as folhas jovens da goji são colhidos comercialmente como uma hortaliça. As bagas são usadas em pratos como guarnição ou como fonte de doçura.

### Alimentos

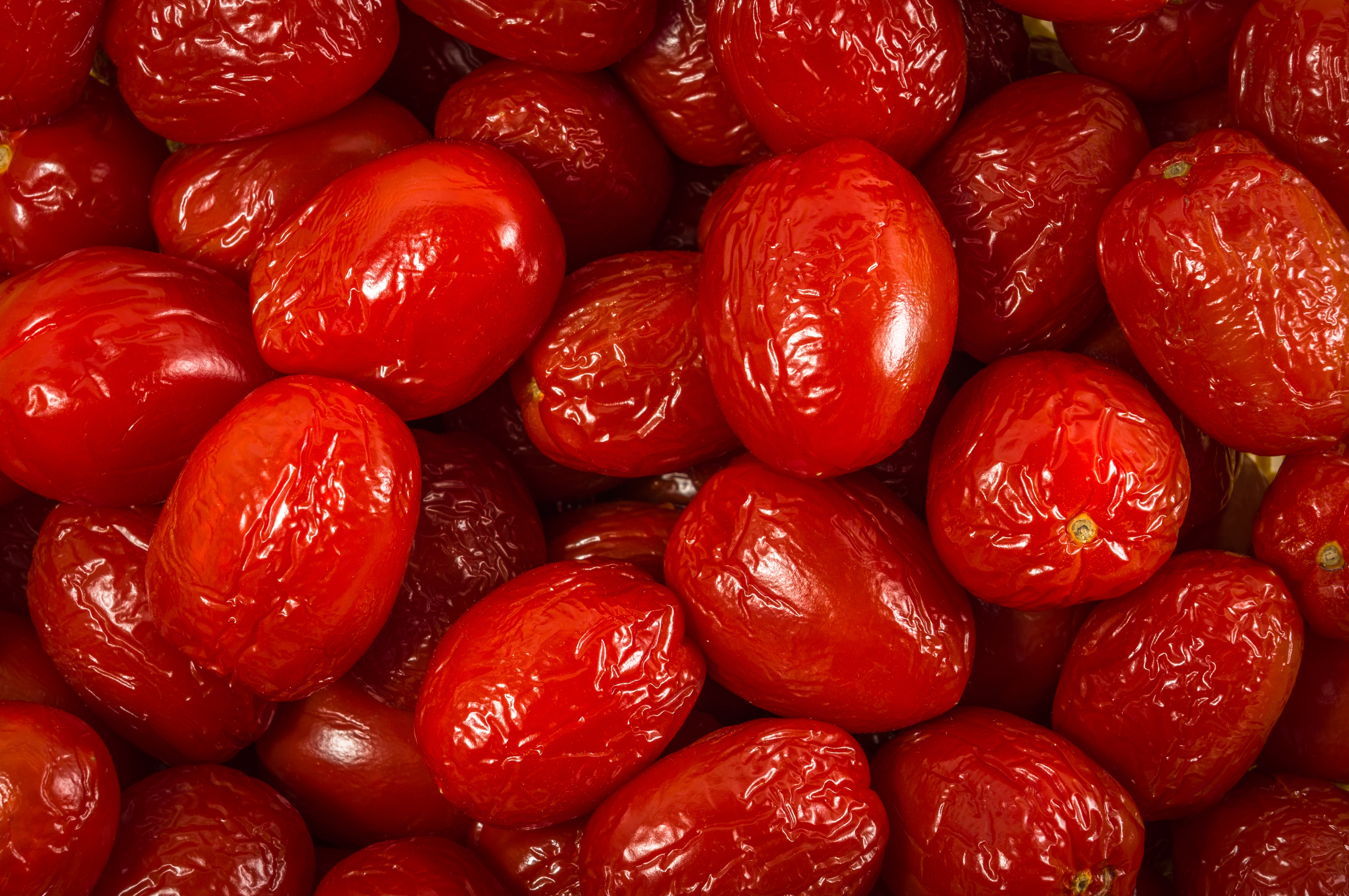
Bagas de goji frescas (o enrugamento é devido à desidratação pós-colheita).

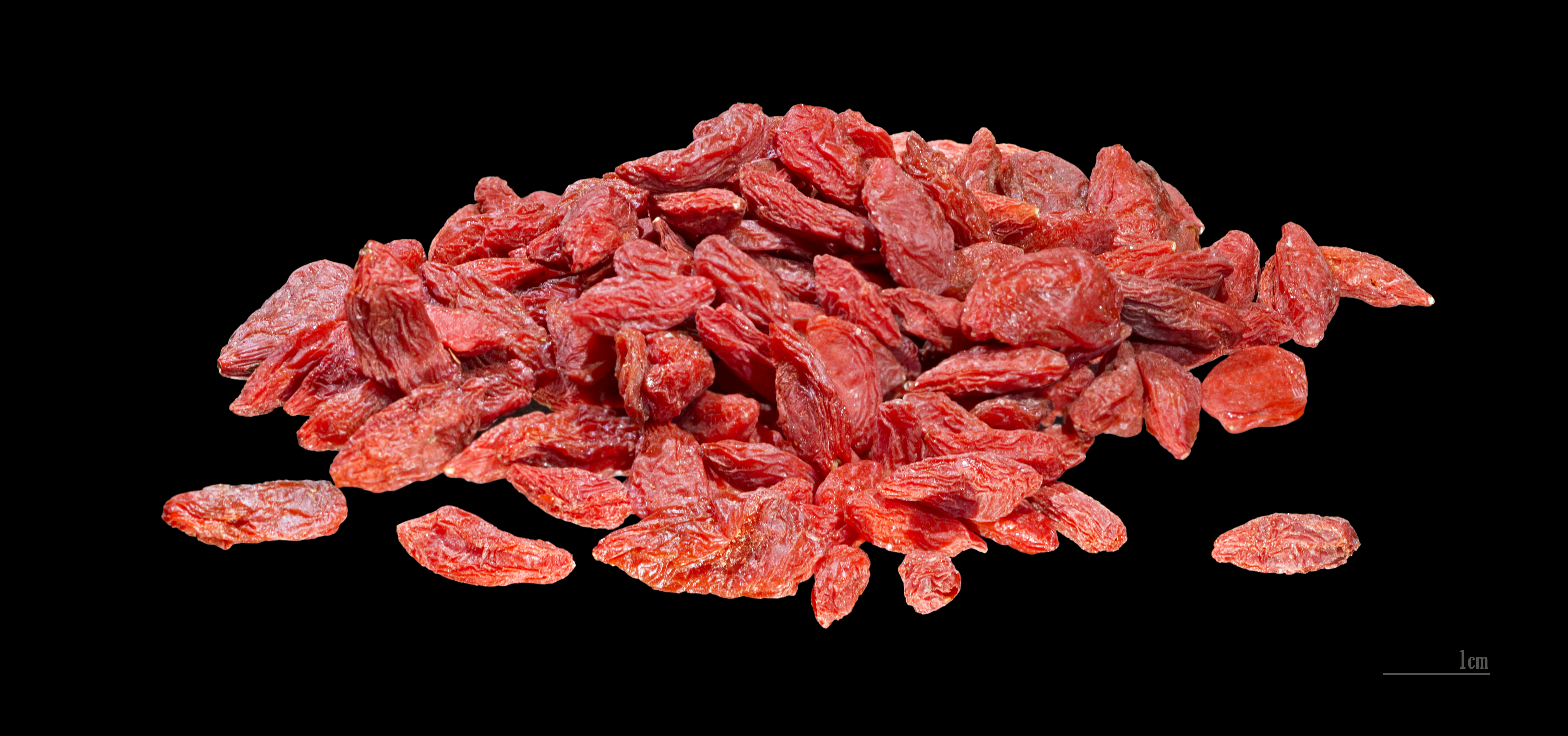
Bagas de goji secas.

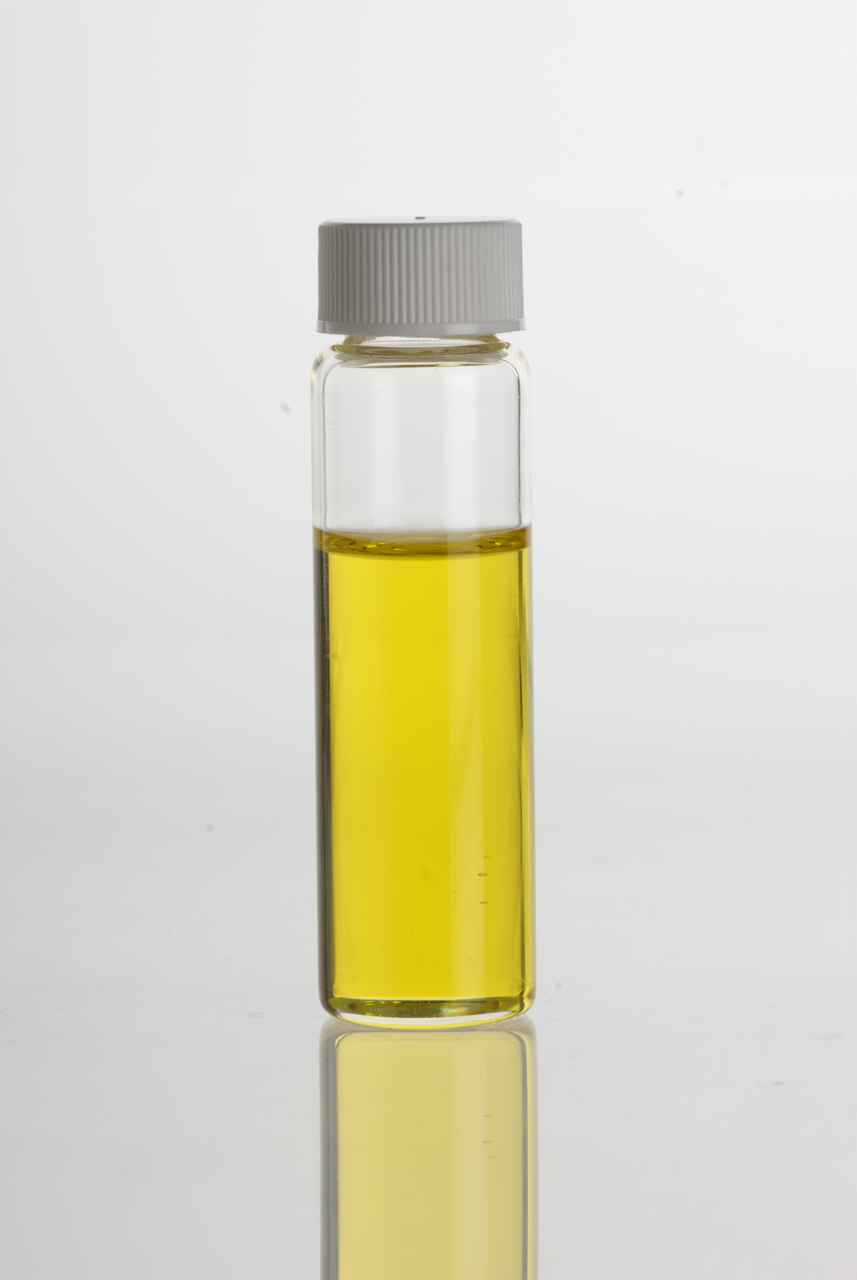
Óleo extraído das sementes de L. barbarum.

Desde o início do século XXI, a fruta seca, ocasionalmente comparada a uvas passas, tem sido comercializada como um alimento saudável, com alegações de saúde não comprovadas sobre seus benefícios. Na esteira dessas alegações, as bagas de goji secas e frescas foram incluídas em muitos lanches e suplementos alimentares, como barras de granola. Há produtos de sementes de wolfberry inteiras e moídas e óleo de sementes.

## Controvérsias de marketing
Entre as alegações extremas usadas para comercializar o produto, muitas vezes chamado de "superfruta", está a história não comprovada de que um chinês chamado Li Qing Yuen, que supostamente consumia wolfberries diariamente, viveu até a idade de 256 anos (1677-1933). Essa alegação aparentemente teve origem em um livreto de 2003 de Earl Mindell, que também alegou que o goji tinha propriedades anticancerígenas. O livreto continha alegações falsas e não verificadas.
Essas alegações exageradas sobre os benefícios à saúde da goji e dos produtos derivados provocaram fortes reações, inclusive das agências reguladoras do governo. Em 2006, a Food and Drug Administration dos EUA (FDA) notificou dois distribuidores de suco de goji com cartas de advertência sobre benefícios terapêuticos não comprovados. Essas declarações violavam a Lei de Alimentos, Medicamentos e Cosméticos dos Estados Unidos [21 USC/321 (g)(1)] porque "estabeleciam o produto como um medicamento destinado ao uso na cura, mitigação, tratamento ou prevenção de doenças" quando as bagas de goji ou o suco não tiveram essa avaliação científica. Além disso, segundo a FDA, o suco de goji "não era geralmente reconhecido como seguro e eficaz para as condições mencionadas" e, portanto, deve ser tratado como um "novo medicamento" de acordo com a Seção 21(p) da Lei. Novos medicamentos não podem ser comercializados legalmente nos Estados Unidos sem a aprovação prévia da FDA.
Em janeiro de 2007, as declarações de marketing de um produto à base de suco de goji foram objeto de uma reportagem investigativa do programa de defesa do consumidor Marketplace, produzido pela rede de televisão canadense CBC. Na entrevista, Earl Mindell (que na época trabalhava para a empresa de marketing direto FreeLife International, Inc.) alegou falsamente que o Centro de Câncer Memorial Sloan-Kettering, em Nova York, havia concluído estudos clínicos que mostravam que o uso de suco de wolfberry evitaria 75% dos casos de câncer de mama em humanos.
Em 29 de maio de 2009, uma ação coletiva foi movida contra a FreeLife no Tribunal Distrital do Arizona, nos Estados Unidos. Essa ação alegou falsas alegações, declarações falsas, propaganda falsa e enganosa e outras questões relacionadas aos produtos Himalayan Goji Juice, GoChi e TaiSlim da FreeLife. Essa ação judicial buscava soluções para os consumidores que haviam comprado os produtos ao longo dos anos. Um acordo foi firmado em 28 de abril de 2010, no qual a FreeLife tomou medidas para garantir que seus produtos de goji não fossem comercializados como "não aquecidos" ou "crus" e fez uma contribuição para uma organização educacional.
Como acontece com muitos outros novos alimentos e suplementos "saudáveis", a falta de evidências clínicas e o controle de qualidade deficiente na fabricação de produtos de consumo impedem que o goji seja clinicamente recomendado ou aplicado.

## Pesquisa científica
Devido aos inúmeros efeitos alegados pela medicina tradicional, tem havido uma pesquisa básica considerável para investigar as propriedades biológicas dos fitoquímicos da fruta. A composição dos frutos, das sementes, das raízes e de outros constituintes, como os polissacarídeos, foi analisada, e os extratos estão sendo estudados. Entretanto, nenhum efeito biológico ou eficácia clínica do consumo do fruto em si, de seu suco ou de seus extratos foi confirmado até 2021.

## Segurança

### Interação com medicamentos
Testes in vitro sugerem que os fitoquímicos não identificados da wolfberry no chá de goji podem inibir o metabolismo de medicamentos, como os processados pelas enzimas hepáticas do citocromo P450. Esses medicamentos incluem varfarina e medicamentos para diabetes, taquicardia ou hipertensão.

### Resíduos de pesticidas e fungicidas
Os pesticidas organoclorados são convencionalmente usados no cultivo comercial de wolfberry para mitigar a infestação por insetos. O Padrão de Alimentos Verdes da China, administrado pelo Centro de Desenvolvimento de Alimentos Verdes da China do Ministério da Agricultura da China, permite o uso de alguns pesticidas e herbicidas. A agricultura no planalto tibetano (onde muitas bagas com a marca "Himalaia" ou "Tibetana" supostamente se originam) usa convencionalmente fertilizantes e pesticidas, tornando duvidosas as alegações orgânicas para as bagas originárias de lá.
Desde o início do século XXI, altos níveis de resíduos de inseticidas (incluindo fenvalerato, cipermetrina e acetamiprida) e resíduos de fungicidas (como triadimenol e isoprotiolano) foram detectados pela Administração de Alimentos e Medicamentos dos Estados Unidos em algumas wolfberries importadas e produtos de wolfberry de origem chinesa, levando à apreensão desses produtos.

## Cultivo e comercialização

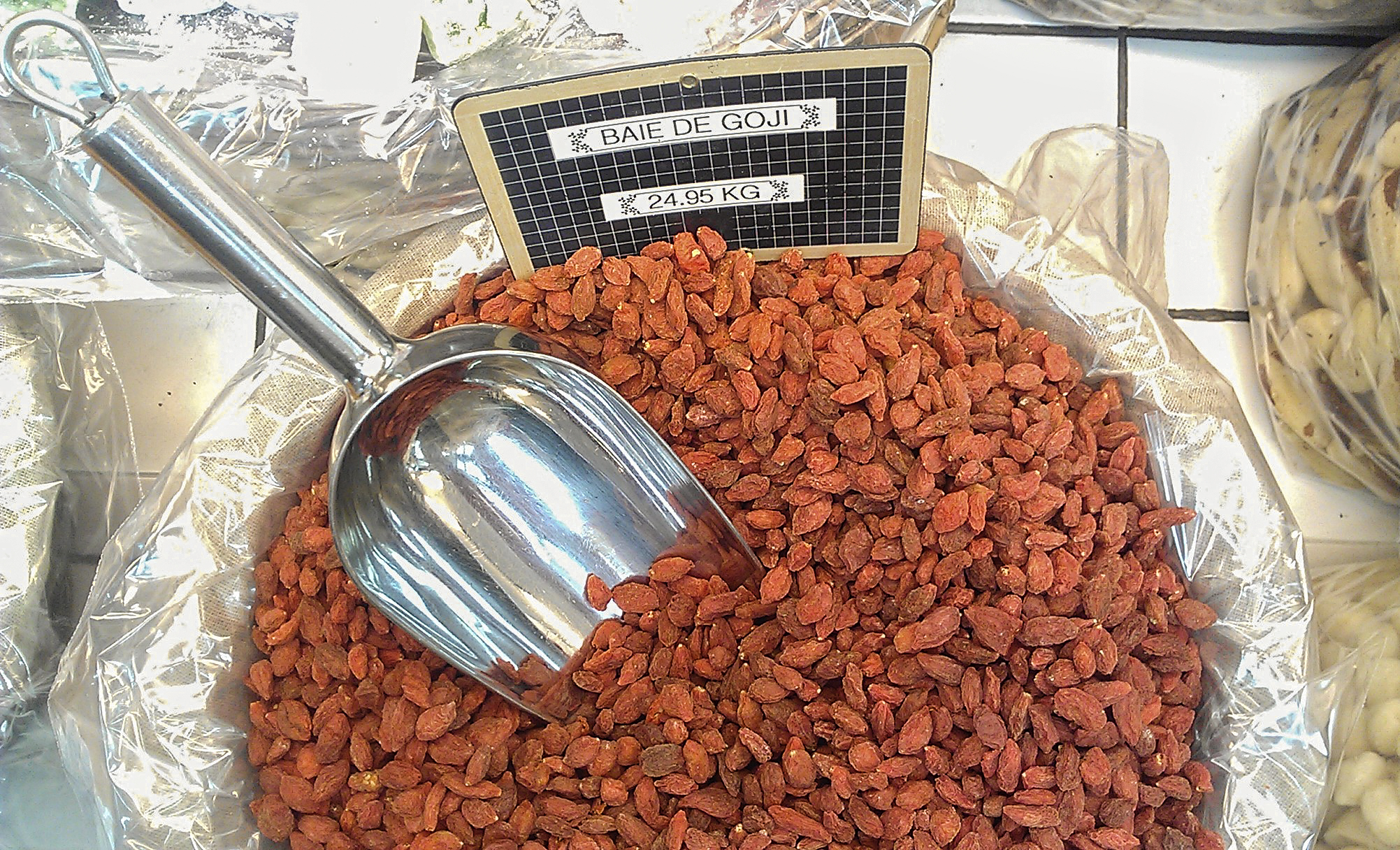
Bagas de goji secas à venda em um mercado na França.

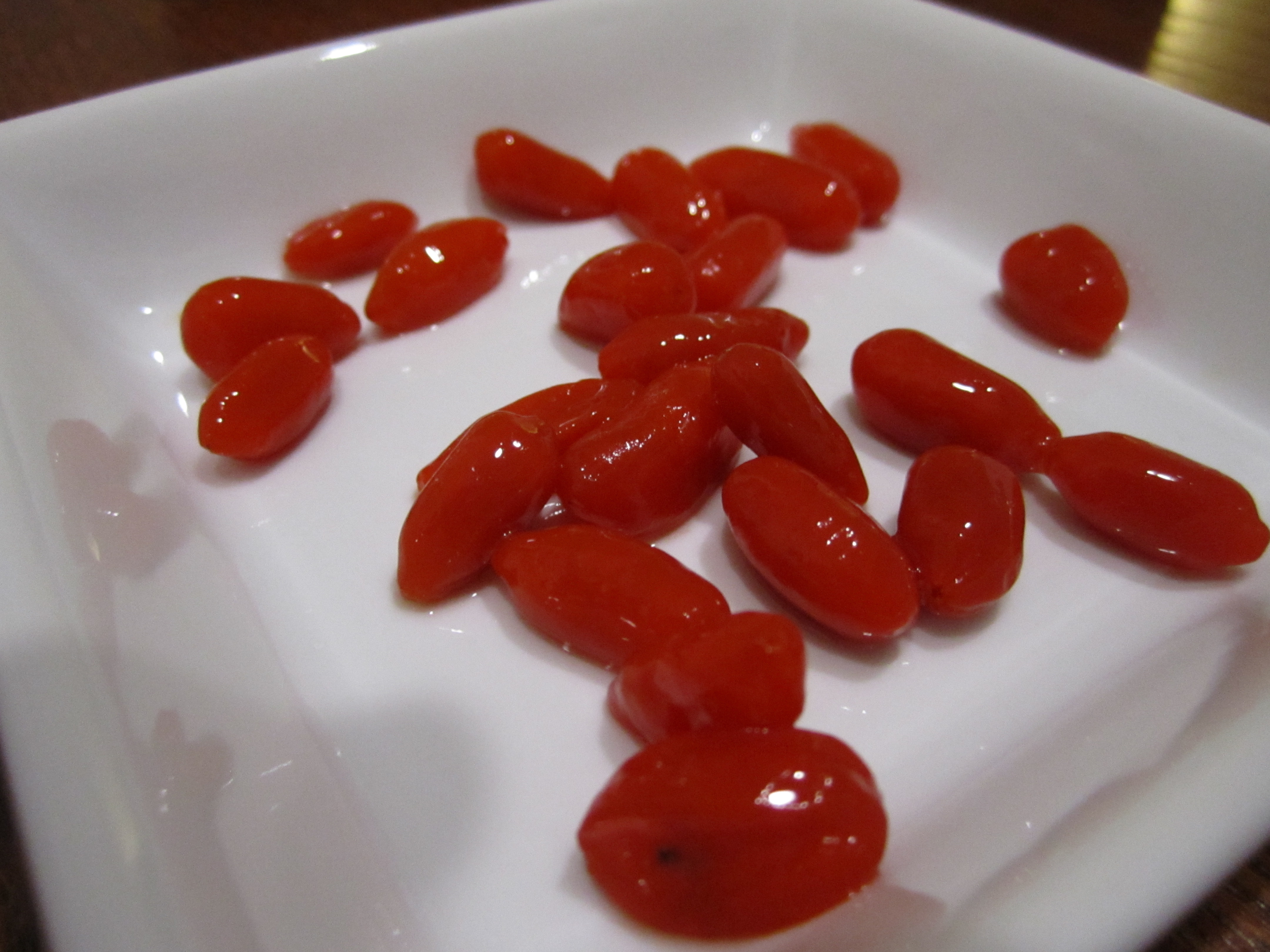
Bagas de goji descongeladas.

As wolfberries são mais frequentemente vendidas na forma seca.
Quando maduras, as bagas vermelhas oblongas são macias e devem ser colhidas ou sacudidas da planta em bandejas para evitar que estraguem. As frutas são preservadas secando-as em pleno sol em bandejas abertas ou por desidratação mecânica, empregando uma série progressivamente crescente de exposição ao calor durante 48 horas.

### China
A China é o principal fornecedor de produtos de wolfberry no mundo, com exportações totais que geraram US$ 120 milhões em 2004. Essa produção derivou de 82.000 hectares cultivados em todo o país, produzindo 95.000 toneladas de wolfberries.
A maior parte da wolfberry produzida comercialmente (50.000 toneladas em 2013, representando 45% da produção total da China) vem de plantações de L. barbarum em Ningxia e Xinjiang, no noroeste da China. O cultivo está centrado no condado de Zhongning, em Ningxia, onde as plantações de wolfberry normalmente variam entre 40 e 400 hectares de área.
O goji de Ningxia é cultivado ao longo das férteis planícies de inundação do rio Amarelo há mais de 700 anos. Às vezes, elas são descritas comercialmente como "diamantes vermelhos". A região desenvolveu uma associação industrial de produtores, processadores, comerciantes e estudiosos do cultivo de wolfberry para promover o potencial comercial e de exportação da baga. O goji da Ningxia é a variedade usada pelos praticantes da medicina tradicional chinesa.
As wolfberries são comemoradas em agosto em Ningxia com um festival anual que coincide com a colheita da baga. Originalmente realizado na capital de Ningxia, Yinchuan, o festival está sediado desde 2000 no condado de Zhongning.
Além de Ningxia, volumes comerciais de wolfberries crescem nas regiões chinesas da Mongólia Interior, Qinghai, Gansu, Shaanxi, Shanxi e Hebei.

### Reino Unido
O L. barbarum foi introduzido no Reino Unido na década de 1730 pelo Duque de Argyll, mas a planta era usada principalmente para sebes e jardinagem decorativa.
A Food Standards Agency (FSA) havia inicialmente colocado a goji na lista de Novos Alimentos. Essa classificação teria exigido autorização do Conselho e do Parlamento Europeu para comercialização. No entanto, em 18 de junho de 2007, a FSA concluiu que havia um histórico significativo de consumo da fruta antes de 1997, indicando sua segurança, e, portanto, removeu-a da lista.

### Canadá e Estados Unidos
Na primeira década do século XXI, os agricultores do Canadá e dos Estados Unidos começaram a cultivar goji em escala comercial para atender aos mercados potenciais de bagas frescas, suco e produtos processados.

### Austrália
A Austrália importa a maior parte de suas bagas de goji da China, devido ao alto custo da mão de obra australiana em comparação com os países que detêm a maior parte do mercado atual.